# Defekt trójkąta
Defekt trójkąta – różnica między kątem półpełnym a sumą kątów trójkąta. Dla trójkąta {\displaystyle \Delta } sumę jego kątów oznaczamy przez {\displaystyle S(\Delta ),} a defekt przez {\displaystyle D(\Delta ).} Wtedy
{\displaystyle D(\Delta )=\pi -S(\Delta ).}
W geometrii absolutnej defekt trójkąta jest nie mniejszy od zera. Udowodnił to Adrien Legendre w 1794 roku. Wykazał on, że:
1. Jeśli suma kątów każdego trójkąta jest równa kątowi półpełnemu, to ma miejsce aksjomat Euklidesa.
2. W każdym trójkącie {\displaystyle S(\Delta )\leqslant \pi .}
3. Jeśli suma kątów choć jednego trójkąta jest równa kątowi półpełnemu, to suma kątów każdego trójkąta jest równa kątowi półpełnemu. Oznacza to, że ma wtedy miejsce aksjomat Euklidesa, a defekt każdego trójkąta jest wtedy równy zero.

Z powyższych faktów wynika, że albo defekt każdego trójkąta jest równy zero i geometria jest geometrią euklidesową, albo defekt choć jednego trójkąta jest większy od zera i wtedy defekt każdego trójkąta jest większy od zera, a geometria jest geometrią hiperboliczną.

## Własności defektu
- Jeżeli trójkąt {\displaystyle {\mathcal {T}}_{1}} jest zawarty w trójkącie {\displaystyle {\mathcal {T}}_{2},} to {\displaystyle \Delta ({\mathcal {T}}_{1})<\Delta ({\mathcal {T}}_{2}).}
- Pojęcie defektu można rozszerzyć na dowolne wielokąty. Defekt wielokąta jest wtedy sumą defektów trójkątów dowolnej jego triangulacji. Można wykazać, że defekt wielokąta nie zależy od jego triangulacji. Jeżeli wielokąt {\displaystyle {\mathcal {W}}_{1}} jest zawarty w wielokącie {\displaystyle {\mathcal {W}}_{2},} to {\displaystyle \Delta ({\mathcal {W}}_{1})<\Delta ({\mathcal {W}}_{2}).}

## Twierdzenie Gaussa
Carl Friedrich Gauss udowodnił w 1832 roku, że:
W geometrii hiperbolicznej pole trójkąta jest proporcjonalne do jego defektu.

### Schemat dowodu twierdzenia Gaussa
Schemat został zamieszczony w książce H.S.M. Coxetera.
1. Wszystkie trójkąty potrójnie asymptotyczne są przystające.
2. Pole trójkąta potrójnie asymptotycznego ma wartość skończoną {\displaystyle t.}
3. Pole podwójnie asymptotycznego trójkąta AMN jest funkcją jego jedynego kąta niezerowego NAM. Jeśli {\displaystyle \varphi } jest kątem przyległym do kąta NAM, to pole tego trójkąta jest równe {\displaystyle f(\varphi ).} Gauss użył kąta przyległego, aby funkcja ta była rosnąca.
4. {\displaystyle f(\varphi )+f(\pi -\varphi )=t.}
Po zsunięciu dwóch trójkątów podwójnie asymptotycznych LAN i MAN o kątach {\displaystyle \varphi } i {\displaystyle \pi -\varphi ,} tak aby oba te kąty były przyległe otrzymujemy trójkąt potrójnie asymptotyczny. Stąd równość 4.
Gdy {\displaystyle \varphi } dąży do zera jeden z tych trójkątów zanika, a gdy dąży do {\displaystyle \pi ,} przyjmuje kształt trójkąta potrójnie asymptotycznego. Dlatego
{\displaystyle f(0)=0,f(\pi )=t.}
5. {\displaystyle f(\varphi )+f(\psi )+f(\pi -\varphi -\psi )=t.}
Jeśli {\displaystyle \varphi \geqslant 0,\psi \geqslant 0,\pi \geqslant \varphi +\psi ,} to po zsunięciu trzech trójkątów podwójnie asymptotycznych o kątach {\displaystyle \pi -\varphi ,\pi -\psi ,\varphi +\psi } otrzymujemy trójkąt potrójnie asymptotyczny. Stąd równość 5.
Z równości 5. wynika
6. {\displaystyle f(\varphi )+f(\psi )=f(\varphi +\psi ).}
Z 6. wynika, że istnieje taka stała {\displaystyle \mu ,} że:

Uzupełnienie skończonego trójkąta ABC do trójkąta potrójnie asymptotycznego

{\displaystyle f(\varphi )=\mu \cdot \varphi ,}
gdzie stała {\displaystyle \mu } jest równa {\displaystyle {\frac {t}{\pi }}.}
7. Pole {\displaystyle \Delta } dowolnego trójkąta ABC o skończonych bokach jest stałą wielokrotnością jego defektu:
{\displaystyle \Delta =\mu \cdot (\pi -A-B-C).}
Trójkąt o skończonych bokach można uzupełnić do trójkąta potrójnie asymptotycznego, przedłużając jego boki w porządku cyklicznym. Trójkąt potrójnie asymptotyczny jest wtedy sumą trójkąta skończonego ABC i trzech trójkątów podwójnie asymptotycznych:
{\displaystyle M_{\infty }AN_{\infty },\,N_{\infty }BL_{\infty },\,L_{\infty }CM_{\infty }}
o defektach odpowiednio równych kątom {\displaystyle A,} {\displaystyle B} i {\displaystyle C.} Trójkąt potrójnie asymptotyczny ma defekt {\displaystyle \pi ,} czyli
{\displaystyle \Delta +\mu A+\mu B+\mu C=\mu \pi ,}
co oznacza, że
{\displaystyle \Delta =\mu \cdot (\pi -A-B-C).}